# Djursholms slotts väderkvarn

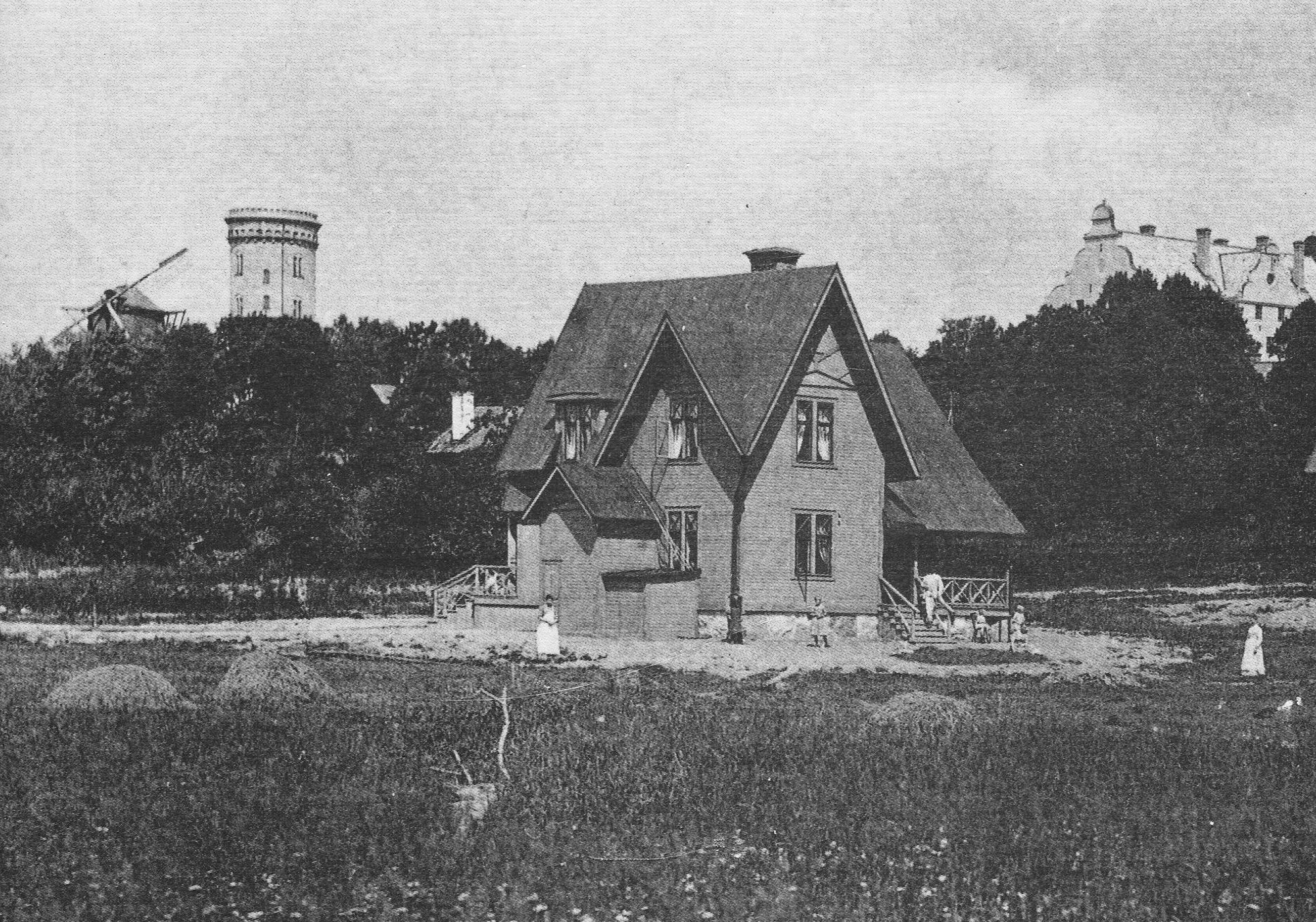
Kvarnen och vattentornet (till vänster), 1890.

Djursholms slotts väderkvarn var en liten holländarekvarn som stod på en kulle strax nordväst om Djursholms slott i nuvarande Danderyds kommun. Intill kvarnen uppfördes 1890 Djursholms vattentorn och kvarnen revs kort därefter.

## Historik

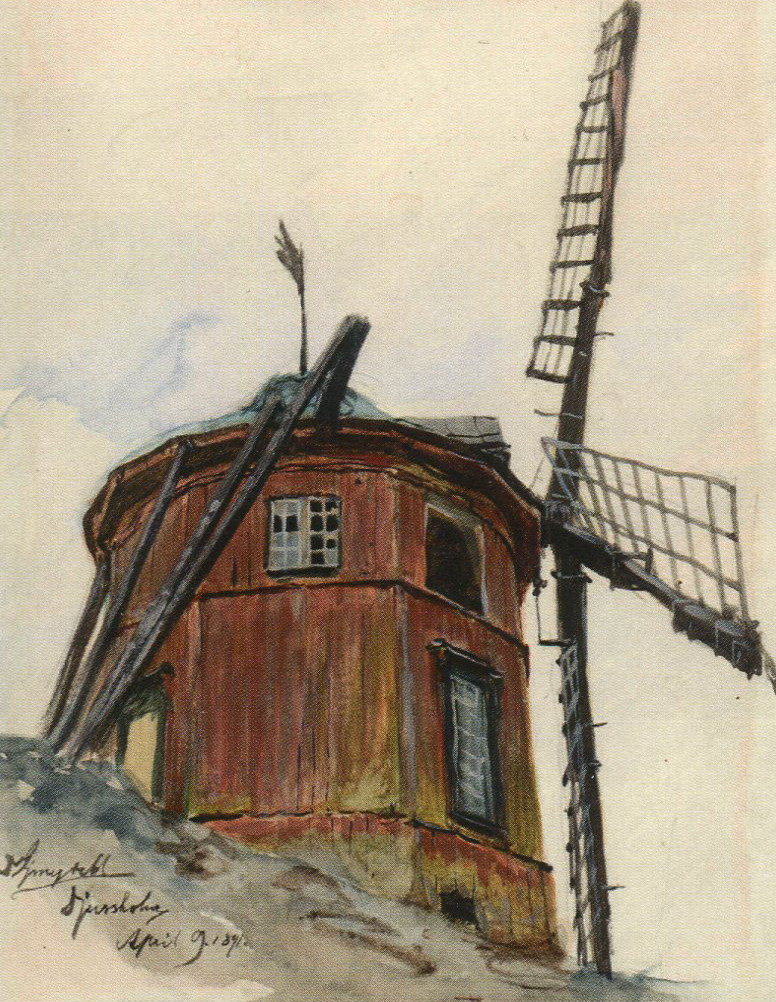
Väderkvarnen 1891, målning av David Ljungdahl.

Väderkvarnen hörde till Djursholms slott och eftersom förutsättningar att få tillräcklig med vind på kullen vid slottet var goda är det sannolikt att det redan på Ebba Grips tid (1600-talets första hälft) fanns en väderkvarn här. I slottets verifikationer för 1644 framgår även hur mycket rågmjöl en väderkvarn i kommunen malt och hur mycket mjöl därav gick till det egna hushållet och hur mycket mjöl som skickades vidare till Stockholm.
Den sista väderkvarnen vid slottet var av typ holländare, vilket innebär att kvarnens toppkupol inklusive vingarna kan vridas till rätt vindriktning. På ett fotografi från 1890 syns det nybyggda vattentornet med den gamla kvarnen intill. Då var den nergången och hade bara tre vingar kvar. Konstnären David Ljungdahl förevigade kvarnen på en målning i april 1891, strax innan rivningen. Av kvarnen  återstår idag bara en husgrund bestående av övertovade stenar.